# 王林 (1919年)
王林（1919年3月—1990年12月14日），曾用名王淑孔、王景明，山东省广饶县城坞村人，中国人民解放军开国大校。

## 生平
1938年5月，参加李人凤等领导的临淄抗日武装三大队。1957年任军委装甲兵政治部组织部长。1962年任第五坦克学校政委。1964年任装甲兵学院政治部主任。1975年任军委装甲兵政治部副主任。1982年9月军委装甲兵机关改编为总参谋部装甲兵部，在善后工作组做组织工作。1984年5月离职休养。
1955年授予大校军衔。  